# Lil' Love
Lil' Love is een Italiaans project van de producer Alex Gaudino en Jerma.

## Biografie
In 2005 hadden ze in Zuid-Europa een grote hit met Little love. De zang van dit nummer werd verzorgd door Sharon May. Inspiratie voor dit nummer kwam van People hold on van Coldcut en Lisa Stansfield.

## Discografie

### Singles
| Single met eventuele hitnotering(en) in de Nederlandse Top 40 | Datum van verschijnen | Datum van binnenkomst | Hoogste positie | Aantal weken | Opmerkingen             |
| ------------------------------------------------------------- | --------------------- | --------------------- | --------------- | ------------ | ----------------------- |
| Little love                                                   |                       | 3-9-2005              | 25              | 5            | Dancesmash op Radio 538 |